# ميغيل أنخيل غارسيا دومينغيز
ميغيل أنخيل غارسيا دومينغيز هو محامي وسياسي مكسيكي، ولد في 20 ديسمبر 1931 في سان ميغيل دي الليندي في المكسيك، وتوفي في 27 يونيو 2014 في ميورقة في إسبانيا. نشط حزبياً في الحزب الثوري المؤسساتي. وقد انتخب عضو مجلس النواب المكسيك ‏.